# Henry L. Bowles

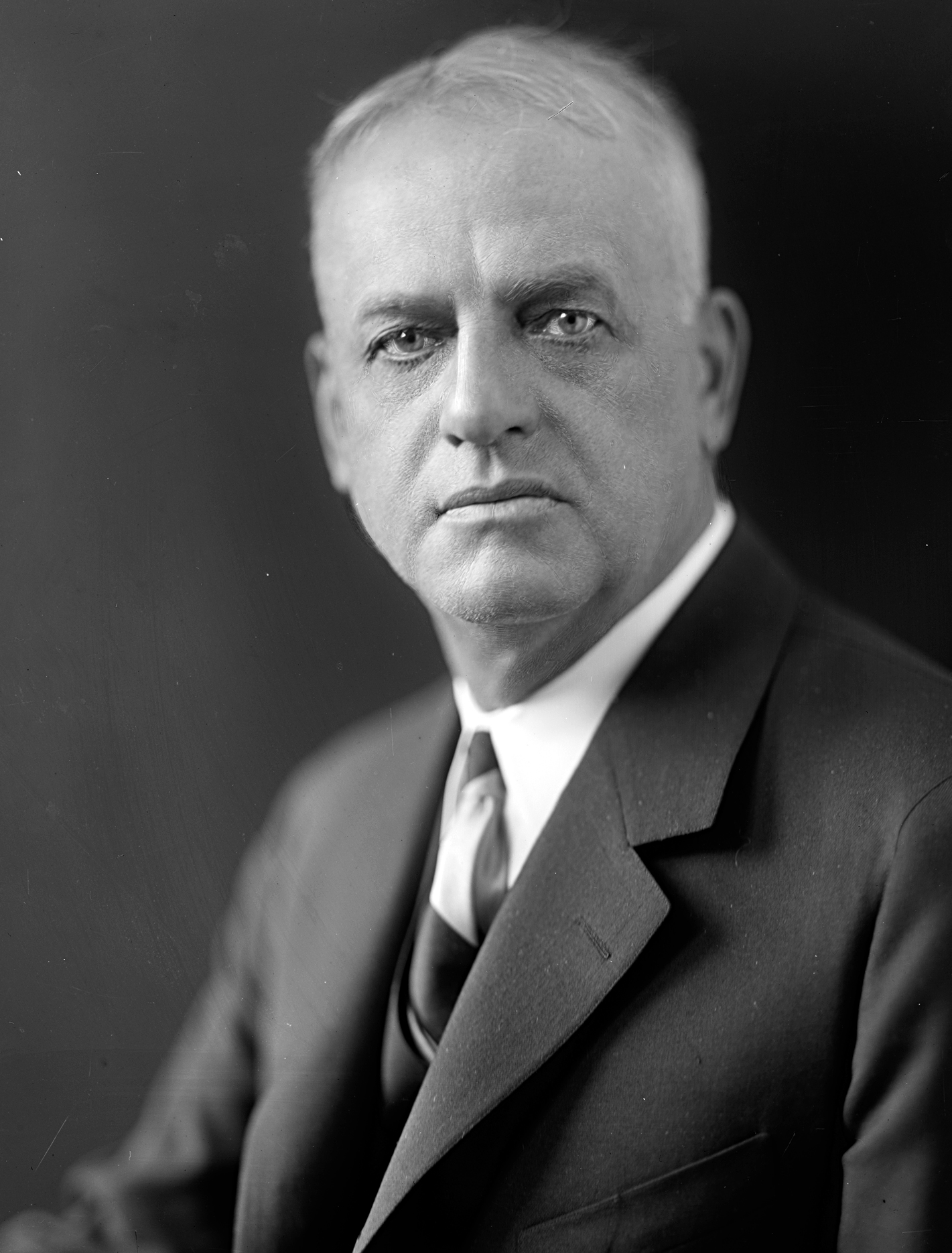
Henry L. Bowles

Henry Leland Bowles (* 6. Januar 1866 in Athens, Vermont; † 17. Mai 1932 in Springfield, Massachusetts) war ein US-amerikanischer Politiker. Zwischen 1925 und 1929 vertrat er den Bundesstaat Massachusetts im US-Repräsentantenhaus.

## Werdegang
Henry Bowles besuchte die öffentlichen Schulen seiner Heimat. Im Alter von 18 Jahren zog er nach Osage in Iowa, wo er in der Landwirtschaft arbeitete. Später zog er nach Kalifornien. Dort betätigte er sich vier Jahre lang in der Holzbranche, als Rancher und als Farmer. Danach kam er nach Massachusetts, wo er in Waltham und Lynn in verschiedenen Branchen arbeitete. Später ließ er sich in Springfield nieder und betrieb dort eine Restaurantkette. Gleichzeitig schlug er als Mitglied der Republikanischen Partei eine politische Laufbahn ein. In den Jahren 1913, 1918 und 1919 gehörte er dem Stab des Gouverneurs an; 1920 und 1924 war er jeweils Delegierter zu den Republican National Conventions, auf denen Warren G. Harding und später Calvin Coolidge als Präsidentschaftskandidaten nominiert wurden.
Nach dem Tod des Abgeordneten George B. Churchill wurde Bowles bei der fälligen Nachwahl für den zweiten Sitz von Massachusetts als dessen Nachfolger in das US-Repräsentantenhaus in Washington, D.C. gewählt, wo er am 29. September 1925 sein neues Mandat antrat. Nach einer Wiederwahl konnte er bis zum 3. März 1929 im Kongress verbleiben. Im Jahr 1928 verzichtete Henry Bowles auf eine weitere Kandidatur. Nach dem Ende seiner Zeit im US-Repräsentantenhaus nahm er seine früheren Tätigkeiten wieder auf. Er starb am 17. Mai 1932 in Springfield.